# Synkondros
Synkondroser är av brosk bestående leder mellan ben. De kallas oäkta leder då de skiljer sig från de vanliga lederna. Det finns primära och sekundära synkondroser där de primära är överblivet brosk från det ursprungliga broskskelettet i fostret. De primära synkondroserna är enkelt uppbyggda. Dessa synkondroser kan vara permanenta, ex. revbensbrosket, eller bara finnas under barndomen, såsom epifysskivorna. 
De sekundära synkondroserna, även kallade symfyser, har en mer invecklad uppbyggnad. Exempel på sekundära synkondroser är lederna mellan kotkropparna i ryggraden.